# Livny
Livny (en russe : Ливны) est une ville de l'oblast d'Orel, en Russie, et le centre administratif du raïon de Livny. Sa population s'élevait à 47 221 habitants en 2018.

## Géographie
Livny est arrosée par la rivière Sosna, un affluent du Don. Elle se trouve à 140 km au sud-est d'Orel, à 258 km au nord-est de Koursk, à 154 km à l'ouest de Lipetsk, à 205 km au nord-ouest de Voronej et à 458 km au sud de Moscou.

## Histoire
L'origine de la ville semble remonter à la création d'un fortin en bois du nom d'Oust-Livny, au bord de la rivière Livenka, en 1556. Mais elle pourrait aussi être antérieuse à l'invasion mongole de la Russie. Le fort joua un rôle important en protégeant la frontière méridionale de la Moscovie, contre un raid des Tatars de Crimée. Trente ans plus tard, Ivan le Terrible chargea le prince Massalski de bâtir la ville de Livny, protégée par la garnison du fort. Mais il fut pillé et incendié à de nombreuses reprises par les Tatars. En 1606, les habitants de Livny se soulevèrent contre Boris Godounov, tuèrent son gouverneur et proclamèrent leur allégeance au tsar Dimitri II. Deux ans plus tard, Ivan Bolotnikov choisit Livny comme base de ses opérations militaires contre Vassili IV.
En 1618, la ville, qui était en bois, fut incendiée par les Cosaques de Petro Sahaïdatchnyi. La ville fut de nouveau attaquée en 1661 et entièrement incendiée. Après que les attaques tatares eurent cessé, la ville entra dans une période de prospérité. Au XIXe siècle, Livny rivalisa avec Ielets comme principal centre commercial de la région.
Pendant la Seconde Guerre mondiale, Livny fut occupée par l'Allemagne nazie du 26 novembre 1941 au 25 décembre 1941. Elle fut libérée par le front de Briansk de l'Armée rouge, mais était gravement endommagée.

## Population
Recensements (*) ou estimations de la population
| 1856   | 1897*  | 1913   | 1926*  | 1931   |
| ------ | ------ | ------ | ------ | ------ |
| 10 100 | 20 448 | 23 400 | 19 873 | 18 400 |

| 1939*  | 1959*  | 1970*  | 1979*  | 1989*  |
| ------ | ------ | ------ | ------ | ------ |
| 11 982 | 23 900 | 37 290 | 44 912 | 51 696 |

| 2002*  | 2010*  | 2011   | 2012   | 2013   |
| ------ | ------ | ------ | ------ | ------ |
| 52 841 | 50 343 | 50 300 | 49 873 | 49 342 |

| 2014   | 2015   | 2016   | 2017   | 2018   |
| ------ | ------ | ------ | ------ | ------ |
| 48 996 | 48 327 | 47 924 | 47 489 | 47 221 |

## Personnalité
- Sergueï Boulgakov (1871–1944), théologien orthodoxe, philosophe et économiste, est né à Livny.